# نهر ماكنتاير
نهر ماكنتاير (بالإنجليزية: Macintyre River)‏: هو نهر موجود بشمال مقاطعة نيوساوث ويلز، أستراليا, ويشكل جزء من الحدود مع ولاية كوينزلاند, منابع نهر ماكنتاير من بلدة Guyra وجنوب غلين اينيس Glen Innes في السهول الشمالية, ثم ان النهر يتدفق باتجاه الشمال الشرقي ويعبر بالقرب من مدن: غلين اينيس واينفيررل Inverell وأشفورد Ashford ويتمان Yetman, وإلى الشرق حيث يبعد كيلومترات قليلة عن مدينة Boggabilla, ويتقاطع نهر ماكنتاير مع نهر Dumaresq، الذي يشكل الحدود بين ولايتي نيو ساوث ويلز وكوينزلاند, النهر المشترك ساعتئذ يُدعى نهر ماكنتاير، هذا النهر يتدفق غربا بين مدينتي: Boggabillaو Goondiwindiفي كوينزلاند، حيث يشكيل الحدود بين المدينتين, ثم بعد ذلك النهر يتحول إلى الجنوب الغربي، ويصبح في نهاية المطاف نهر بارون, وهو واحد من منابع نظام نهر موراي دارلينج.
روافد نهر ماكنتاير تشمل: خور Swanbrook، والتي تنضم في اينفيررل، نهر سيفيرن (نيو ساوث ويلز) Severn الذي ينضم بالقرب من آشفورد، ونهر Dumaresq التي تنضم بالقرب Boggabilla.